# Championnat d'Irlande du Nord de football 1979-1980
Navigation
Édition précédente Édition suivante
Le 78e Championnat d'Irlande du Nord de football se déroule en 1979-1980. Linfield FC remporte son trente troisième et troisième consécutif titre de champion d’Irlande du Nord avec neuf points d’avance sur le deuxième Ballymena United. Glentoran FC, complète le podium.  
Linfield réalise aussi son deuxième doublé Coupe/Championnat en trois ans en battant en finale de la Coupe d'Irlande du Nord de football Crusaders FC par 2 buts à 0.
Avec 17 buts marqués,   Jimmy Martin de Glentoran FC remporte le titre de meilleur buteur de la compétition.

## Les 12 clubs participants
| Club             | Stade                 | Capacité | Ville       |
| ---------------- | --------------------- | -------- | ----------- |
| Ards FC          | Castlereagh Park      |          | Newtownards |
| Ballymena United | The Showgrounds       |          | Ballymena   |
| Bangor FC        | Clandeboye Park       |          | Bangor      |
| Cliftonville FC  | Solitude              |          | Belfast     |
| Coleraine FC     | The Showgrounds       |          | Coleraine   |
| Crusaders FC     | Seaview               |          | Belfast     |
| Distillery FC    | New Grosvenor Stadium |          | Lisburn     |
| Glenavon FC      | Mourneview Park       |          | Lurgan      |
| Glentoran FC     | The Oval              |          | Belfast     |
| Larne FC         | Inver Park            |          | Drumahoe    |
| Linfield FC      | Windsor Park          |          | Belfast     |
| Portadown FC     | Shamrock Park         |          | Portadown   |

## Compétition

### Classement
Le classement est établi sur le barème de points classique (victoire à 2 points, match nul à 1, défaite à 0).
| Rang | Équipe           | Pts | J  | G  | N | P  | Bp | Bc | Diff |
| ---- | ---------------- | --- | -- | -- | - | -- | -- | -- | ---- |
| 1    | Linfield FC T C  | 39  | 22 | 19 | 1 | 2  | 59 | 17 | +42  |
| 2    | Ballymena United | 30  | 22 | 12 | 6 | 4  | 52 | 23 | +29  |
| 3    | Glentoran FC     | 27  | 22 | 10 | 7 | 5  | 34 | 27 | +7   |
| 4    | Cliftonville FC  | 26  | 22 | 10 | 6 | 6  | 29 | 16 | +13  |
| 5    | Crusaders FC     | 24  | 22 | 11 | 2 | 9  | 32 | 24 | +8   |
| 6    | Portadown FC     | 23  | 22 | 10 | 3 | 9  | 36 | 37 | -1   |
| 7    | Coleraine FC     | 22  | 22 | 9  | 4 | 9  | 46 | 48 | -2   |
| 8    | Distillery FC    | 18  | 22 | 7  | 4 | 11 | 22 | 48 | -26  |
| 9    | Glenavon FC      | 16  | 22 | 5  | 6 | 11 | 19 | 30 | -11  |
| 10   | Bangor FC        | 16  | 22 | 6  | 4 | 12 | 27 | 50 | -23  |
| 11   | Ards FC          | 13  | 22 | 4  | 5 | 13 | 26 | 39 | -13  |
| 12   | Larne FC         | 10  | 22 | 3  | 4 | 15 | 17 | 40 | -23  |

| Légende : Qualifications et relégations | Légende : Qualifications et relégations                                      |
| --------------------------------------- | ---------------------------------------------------------------------------- |
|                                         | Coupe d'Europe des Clubs champions 1980-1981                                 |
|                                         | Coupe d'Europe des vainqueurs de coupe 1980-1981                             |
|                                         | Coupe UEFA 1980-1981                                                         |
|                                         | Relégation en deuxième division                                              |
|                                         | T : Tenant du titre C : Vainqueurs de la Coupe d'Irlande du Nord de football |

## Bilan de la saison
| Tableau d'Honneur                         |             |
| Compétition                               | Vainqueur   |
| Championnat d'Irlande du Nord de football | Linfield FC |
| Coupe d'Irlande du Nord de football       | Linfield FC |

| Promotions et relégations |       |
| Relégués                  | Aucun |
| Promus                    | Aucun |

## Statistiques

### Meilleur buteur
1. Jimmy Martin, Glentoran FC, 17 buts